# Pachylioides resumens
Espèce
Pachylioides resumens est une espèce d'insectes lépidoptères (papillons) de la famille des Sphingidae, sous-famille des Macroglossinae, de la tribu des Dilophonotini, sous-tribu des Dilophonotina et du genre Pachylioides . C'est l'espèce type pour le genre.

## Description
L' envergure varie de 63 à 102 mm. La pointe de l'aile est crochue et le dessus de la face est gris-brun avec des lignes ondulées incomplètes brun foncé et des ombres marron foncé. La partie supérieure de l'aile arrière a une teinte orange et des taches brun foncé à son extrémité et au centre.

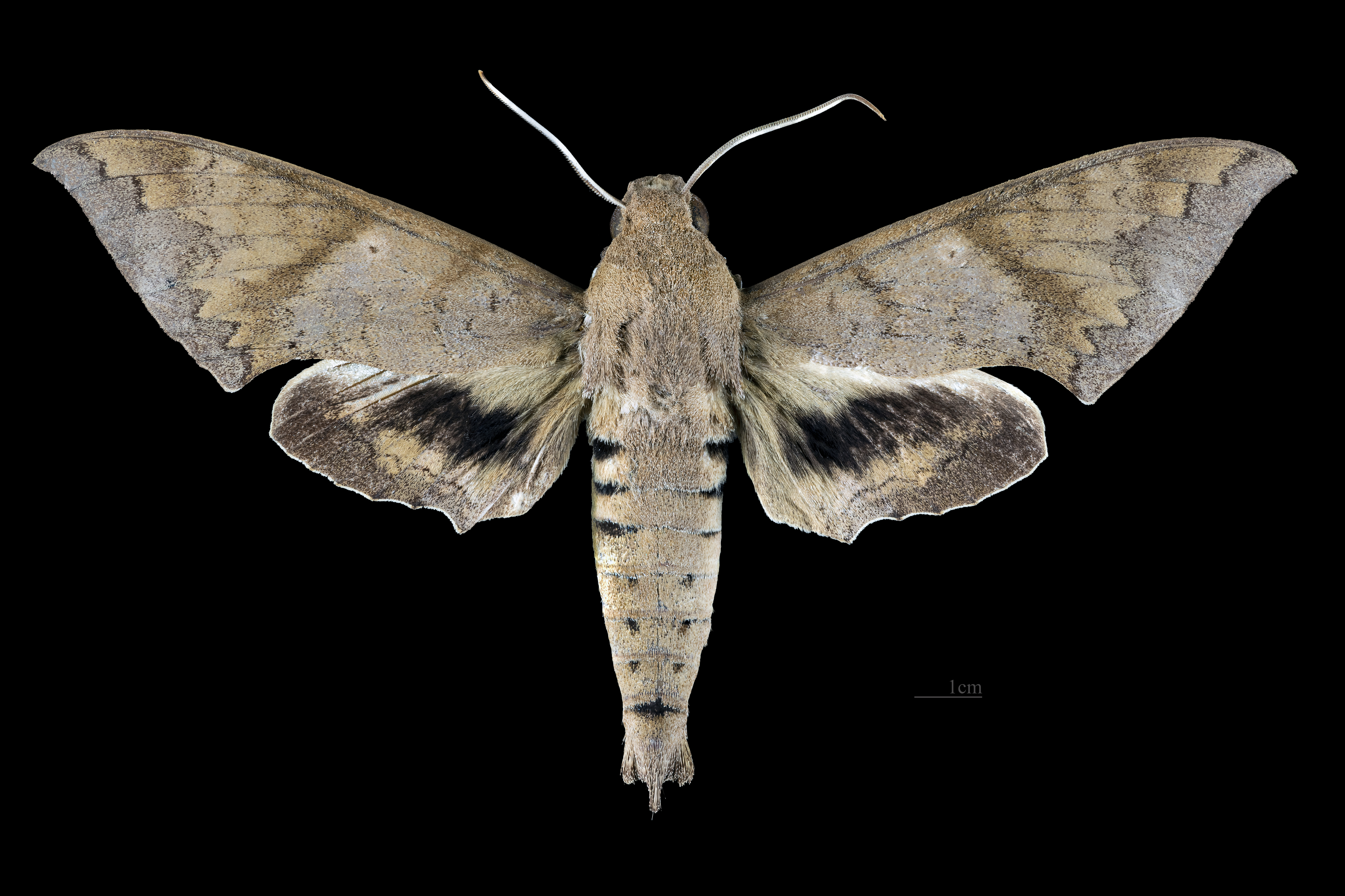
Avers du mâle (coll.MHNT)
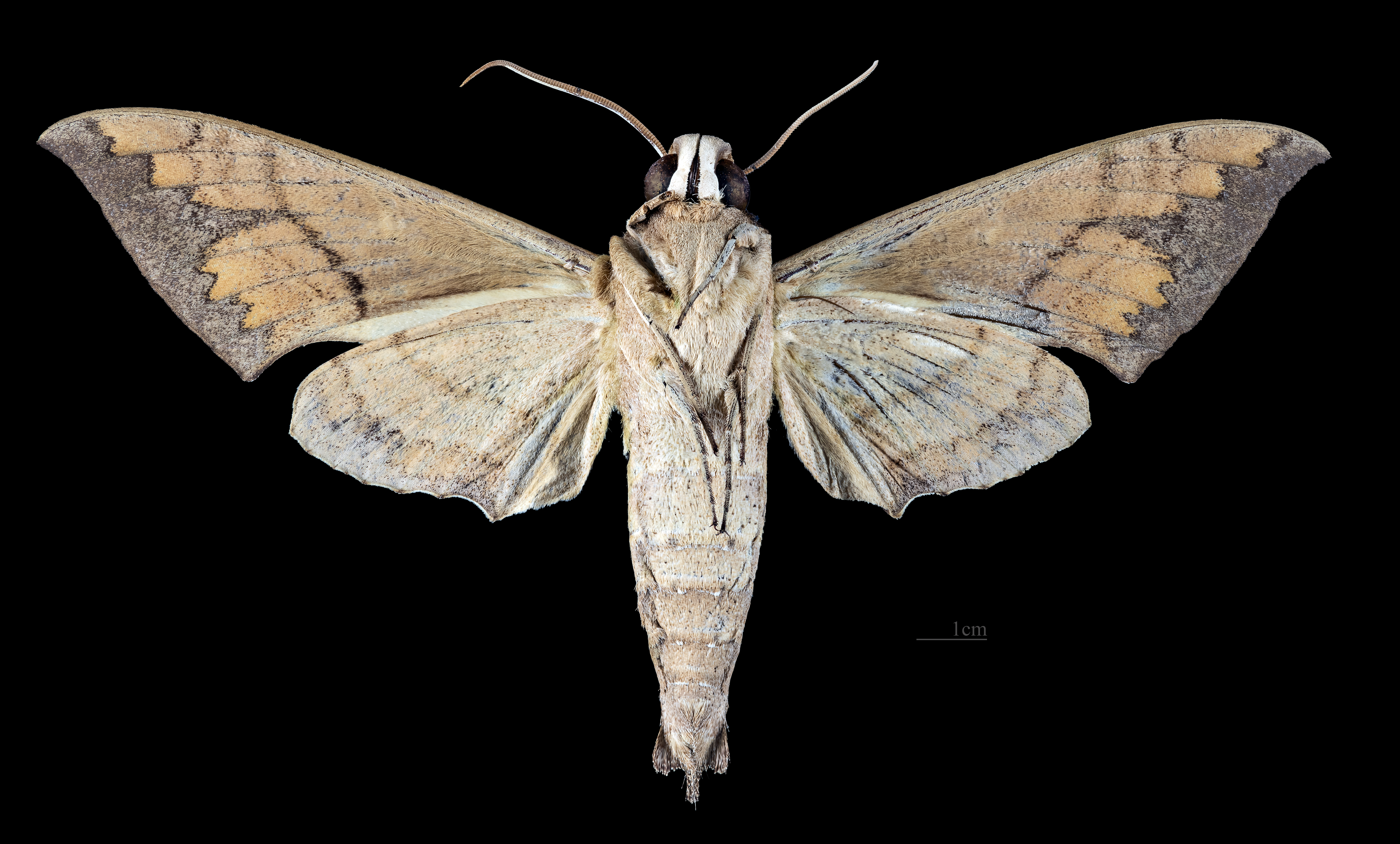
△ Revers du mâle (coll.MHNT)
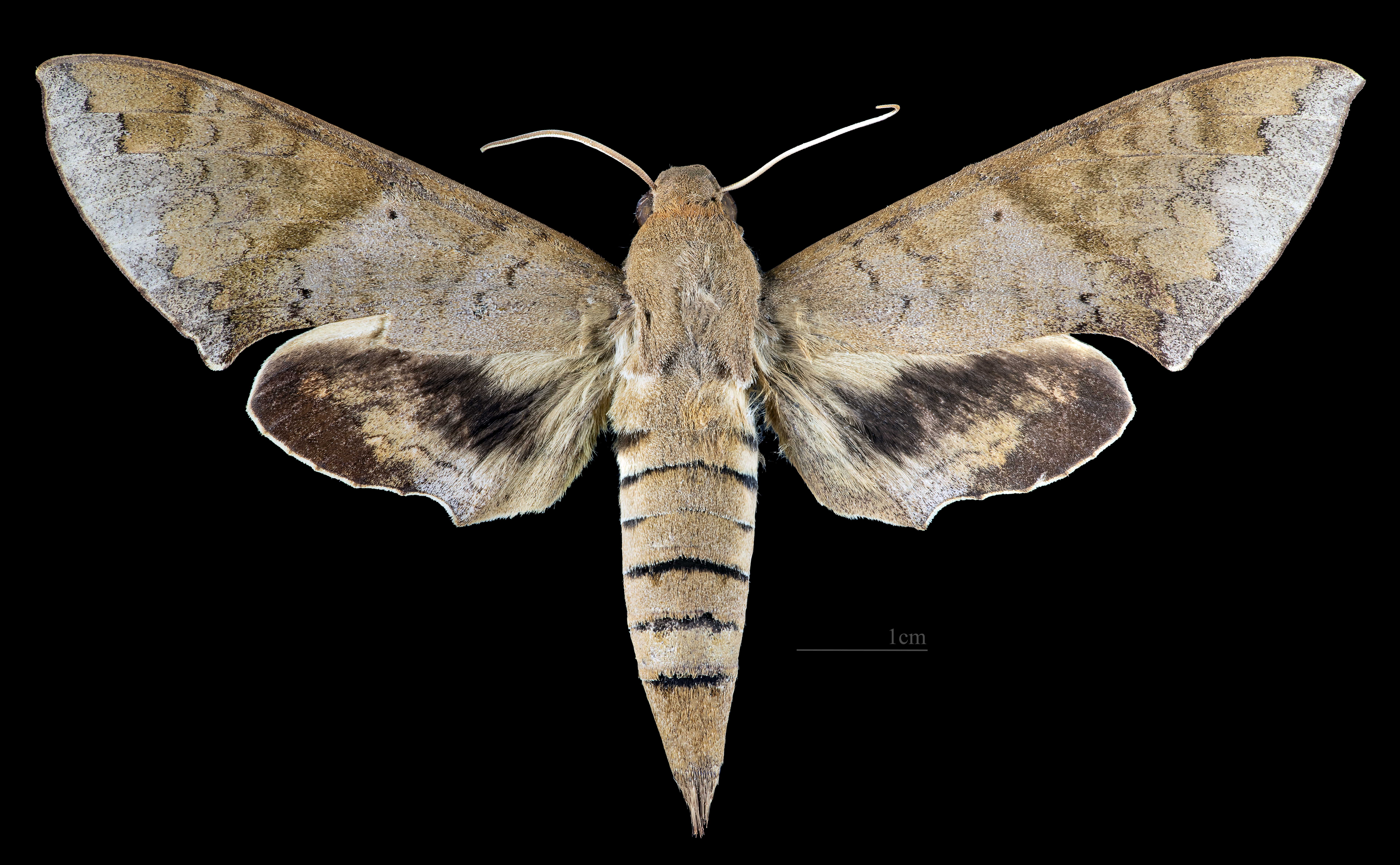
Avers de la femelle (coll.MHNT)
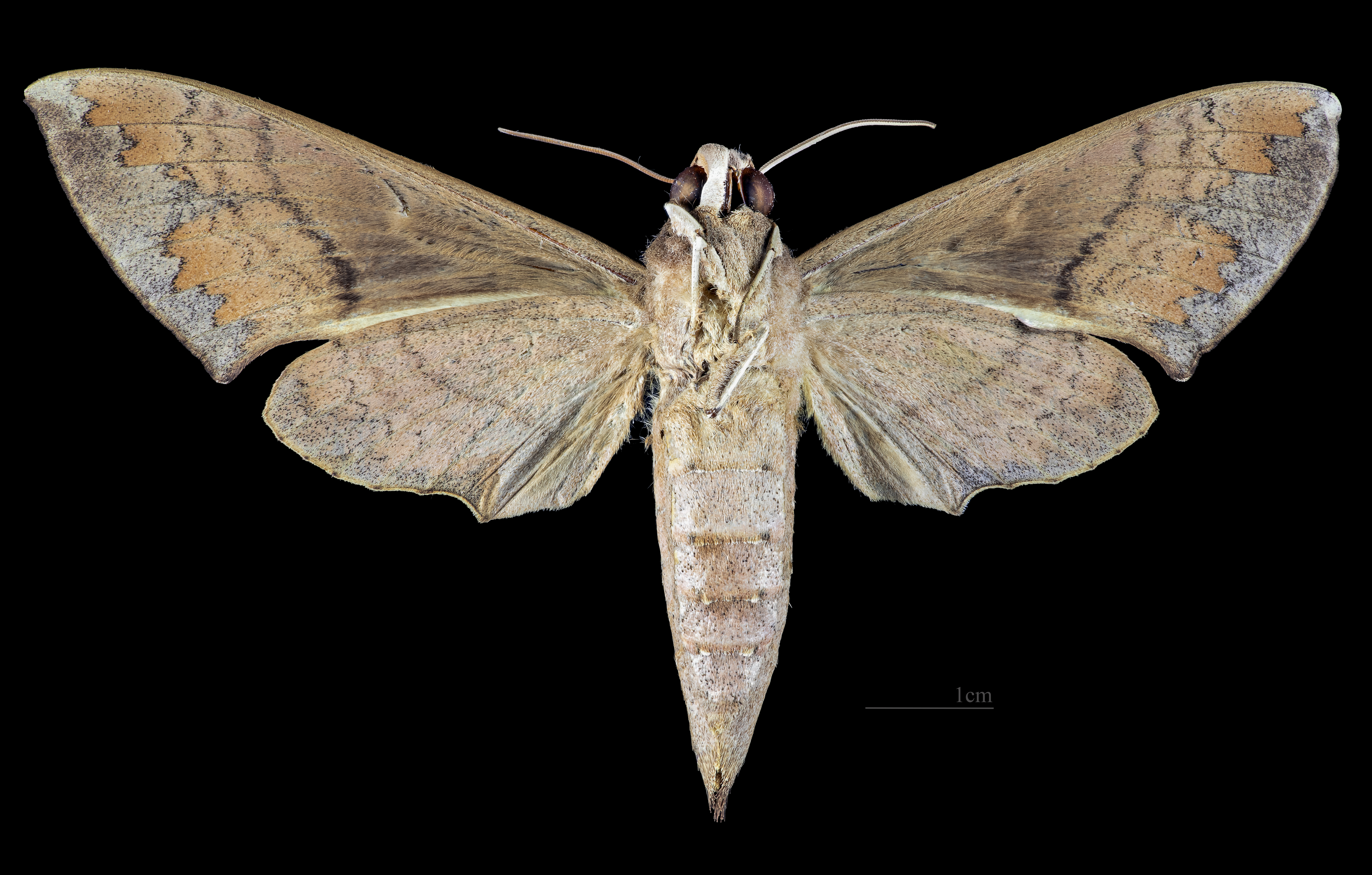
Revers de la femelle (coll.MHNT)

## Biologie
Les adultes volent en plusieurs générations sous les tropiques.
Les chenilles se nourrissent d’Echites umbellata, de Ficus carica et d’autres espèces du genre Ficus. La nymphose a lieu dans des cocons filés dans la litière de feuilles.'.

## Systématique
- L'espèce Pachylioides resumens a été décrite par le naturaliste britannique Francis Walker, en 1856[2], sous le nom initial de Pachylia resumens.

### Synonymie
- Pachylia resumens Walker, 1856 Protonyme
- Pachylia inconspicua Walker, 1856[2]
- Chaerocampa versuta Clemens, 1859[3]
- Pachylia tristis Grote & Robinson, 1868[4]